# Caller

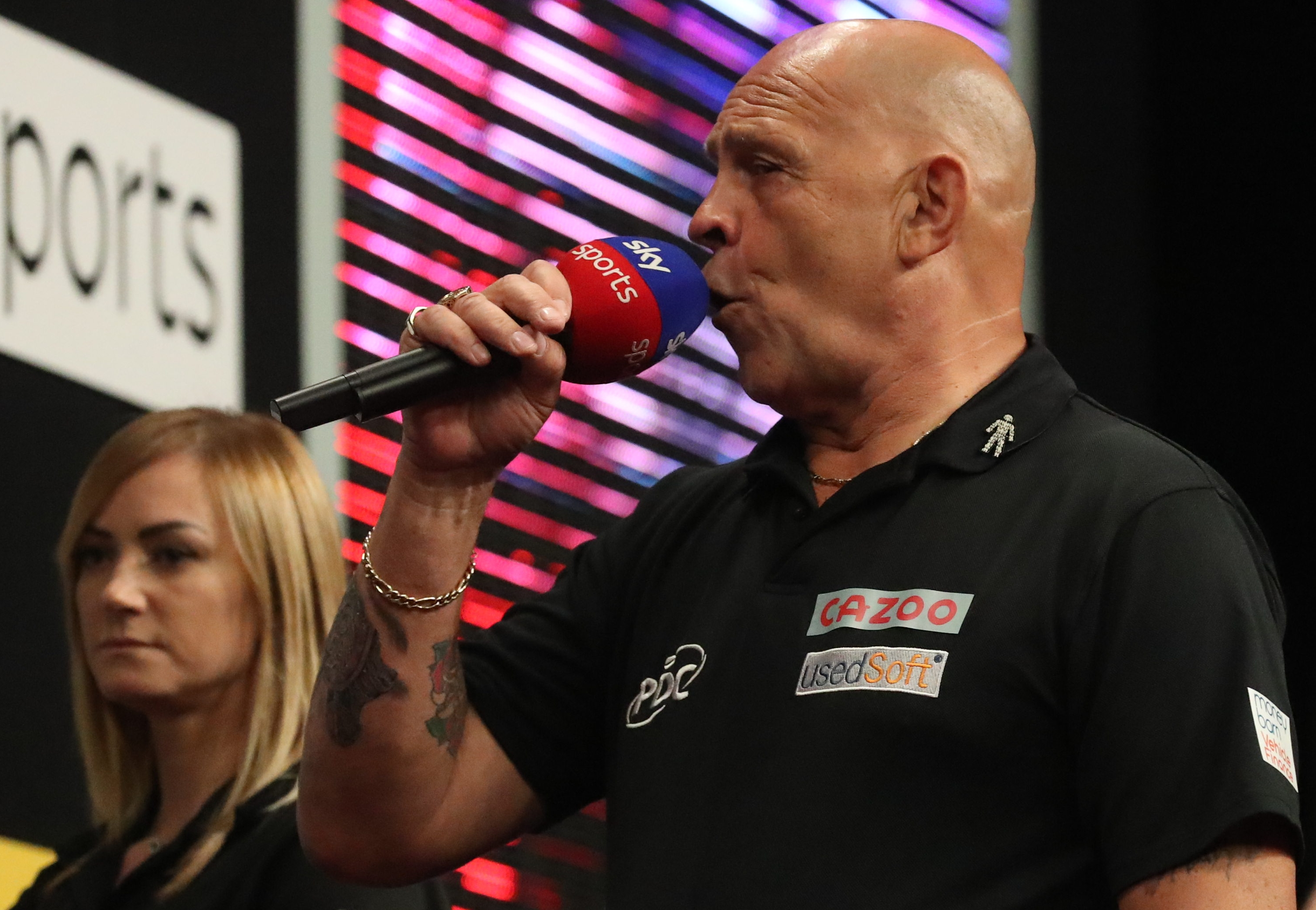
Caller Russ Bray

Een caller is in de dartssport iemand die de gegooide punten optelt en opnoemt.
Een mastercaller (BDO) of Master of Ceremonies (PDC) is degene die de darters het podium oproept, en de spelers weer afkondigt.
Tot de meest vooraanstaande (master)callers behoren:
- Russ Bray, bijgenaamd The Voice, is sinds 1996 caller bij de PDC. Hij is berucht om zijn zeer rauwe stem die naar verluidt klinkt 'als een roestige rasp'.
- George Noble, bijgenaamd The Puppy. Hij wordt algemeen beschouwd als de beste caller ter wereld. Jarenlang was hij te horen bij de BDO, maar sinds hij in begin 2007 besloot freelancer te worden callt hij ook voor de PDC.
- Kirk Bevins, bijgenaamd The Kirkulator. Hij is aangesloten bij de PDC sinds 2013. Voordien was hij leraar wiskunde.
- Paul Hinks, is caller bij de PDC sinds 2003.
- Huw Ware, is caller bij de PDC sinds 2016.
- Charlie Corstorphine, is caller bij de PDC sinds 2022.
- John McDonald, vanaf februari 2007 officieel actief als 'Master of Ceremonies' bij de PDC, als opvolger van Phil Jones. In het verleden was hij voornamelijk actief in de pool- en bokssport.
- Rab Butler, actief bij de BDO.
- Jacques Nieuwlaat, De bekendste Nederlandse mastercaller. Hij is de eerste niet-Brit die op Lakeside een officiële wedstrijd callt. Tevens geeft hij commentaar bij darts. Van 2001-2011 bij Sport1 en SBS6, van 2012-2022 bij RTL 7 en vanaf 2022 bij Viaplay.
- Marco Meijer, Nederlands caller actief bij de BDO. Debuteerde op Lakeside 2012 en heeft ook op de edities daarna zijn opwachting gemaakt op de lakeside.
- Dave Joacim, Belgisch caller actief bij de BDO. Debuteerde op Eurosport 2 tijdens Top of Ghent 2014 en was de caller van de 2 seizoenen bij BV Darts op VTM2

Voormalige (master)callers:
- Phil Jones, voormalig caller voor de BDO en caller en 'Master of Ceremonies' bij de PDC.
- Martin Fitzmaurice, bijgenaamd The Legend. Hij was voormalig mastercaller en caller van de BDO.
- Steve Nicholas, voormalig caller voor de BDO.
- Freddie Williams, voormalig caller voor de BDO en de PDC.
- Bruce Spendley, geroutineerd voormalig caller actief voor de PDC, in het verleden actief voor de BDO. Bezit het record van zes gecallde 9-darters. Hij nam afscheid bij de WK-finale van 2013 bij de PDC.